# Montepuez (distrito)

Localização do distrito de Montepuez em Moçambique

Montepuez é um distrito da província de Cabo Delgado, em Moçambique, com sede na cidade de Montepuez. Tem limite, a Norte com o distrito de Mueda, a Oeste com os distritos de Marrupa e Mecula da província do Niassa, a Sul com os distritos de Balama, Chiúre e Namuno, e a Leste com os distritos de Ancuabe e Meluco.
Com uma área de 15 871  km², Montepuez é o maior distrito de Cabo Delgado.

## Demografia
Em 2007, o Censo indicou uma população de 193 602. Com uma área de 15 871 km², a densidade populacional chegava aos 12,20 habitantes por km².
De acordo com o Censo de 1997, o distrito tem 149 181 habitantes, daqui resultando uma densidade populacional de 9,4 habitantes por km².

## Divisão administrativa
O distrito está dividido em quatro postos administrativos Mapupulo, Mirate, Nairoto e Namanhumbir, compostos pelas seguintes localidades:
- Posto Administrativo de Mapupulo:
  - Massingir
  - Mapupulo, e
  - Mputo
- Posto Administrativo de Mirate:
  - Chipembe
  - Mararange
  - Mirate, e
  - Unidade
- Posto Administrativo de Nairoto:
  - Nacocolo, e
  - Nairoto
- Posto Administrativo de Namanhumbir:
  - M'Pupene

De notar que em 1998 a cidade de Montepuez, até então uma divisão administrativa a nível de posto administrativo, foi elevada à categoria de município.